# طويس قراصي
الطويس القراصي أو الأغليس القراصي أو فراشة درع السلحفاة الصغير (الاسم العلمي: Aglais urticae) (بالإنجليزية: Small Tortoiseshell)‏ هو نوع من الحشرات يتبع جنس الأغليس من فصيلة الحورائيات. وهي فراشة تفضل الجو الدافئ. هناك أحجام مختلفة من هذه الفراشة وفي المتوسط يتراوح عرض جناحيها بين أربعة وخمس سنتمترات. تنتشر هذه الفراشة في الحدائق والمراعي المليئة بالزهور وقد تطير فوق مرتفعات يصل ارتفاعها إلى أكتر من ألف متر.
لون هذه الفراشة برتقالي مع بعض البقع السوداء ومجموعة متراصة من النقط الزرقاء في جوانب الجناحين يفقس بيض هذه الفراشة تلات مرات سنويا ومن الغريب ان صغار هذه الفراشة التي تفقس في الصيف تكون أزها لونا من الفراشات التي تخرج من البيض مباشرة بعد الشتاء

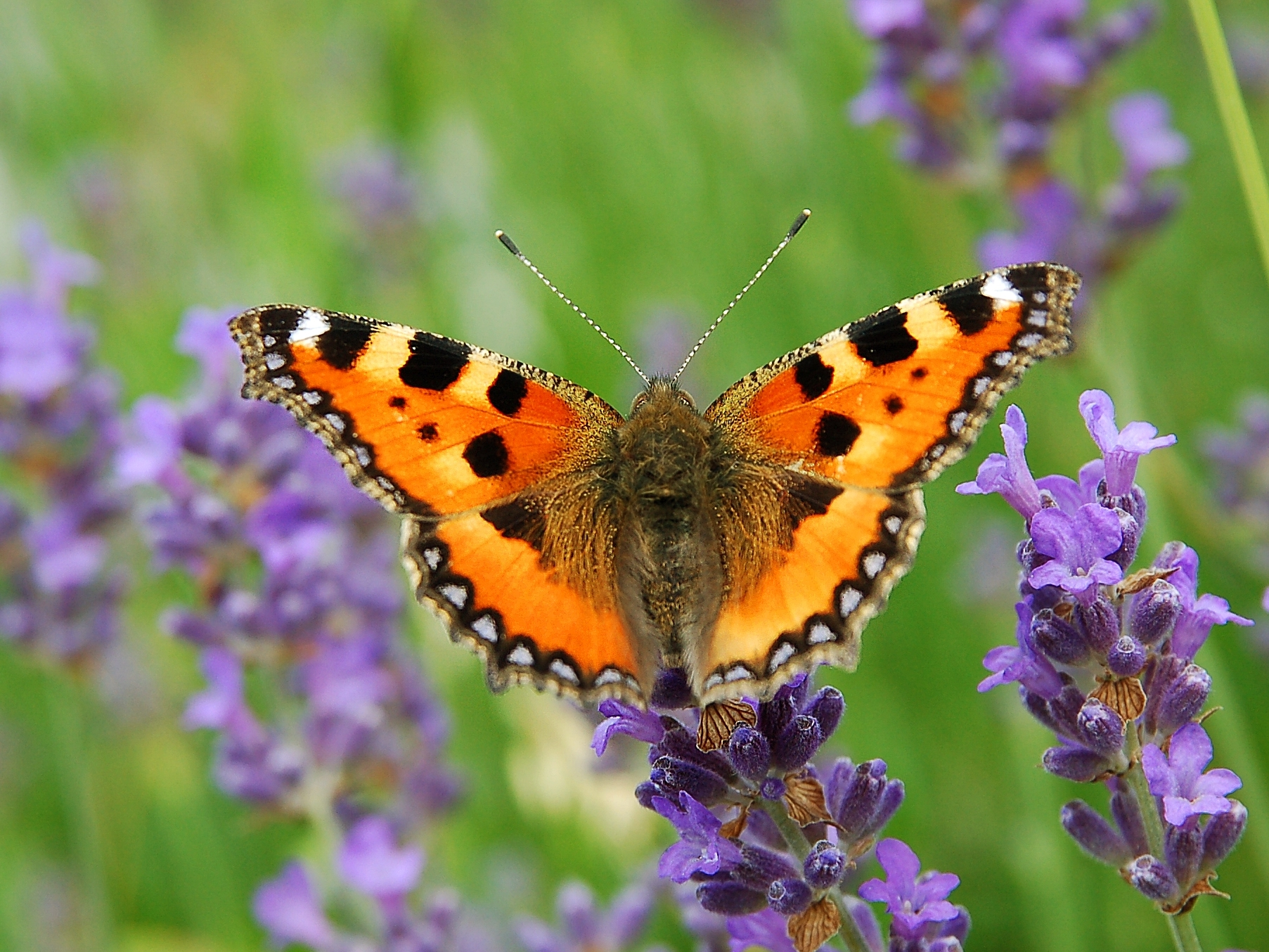
شكل علوي
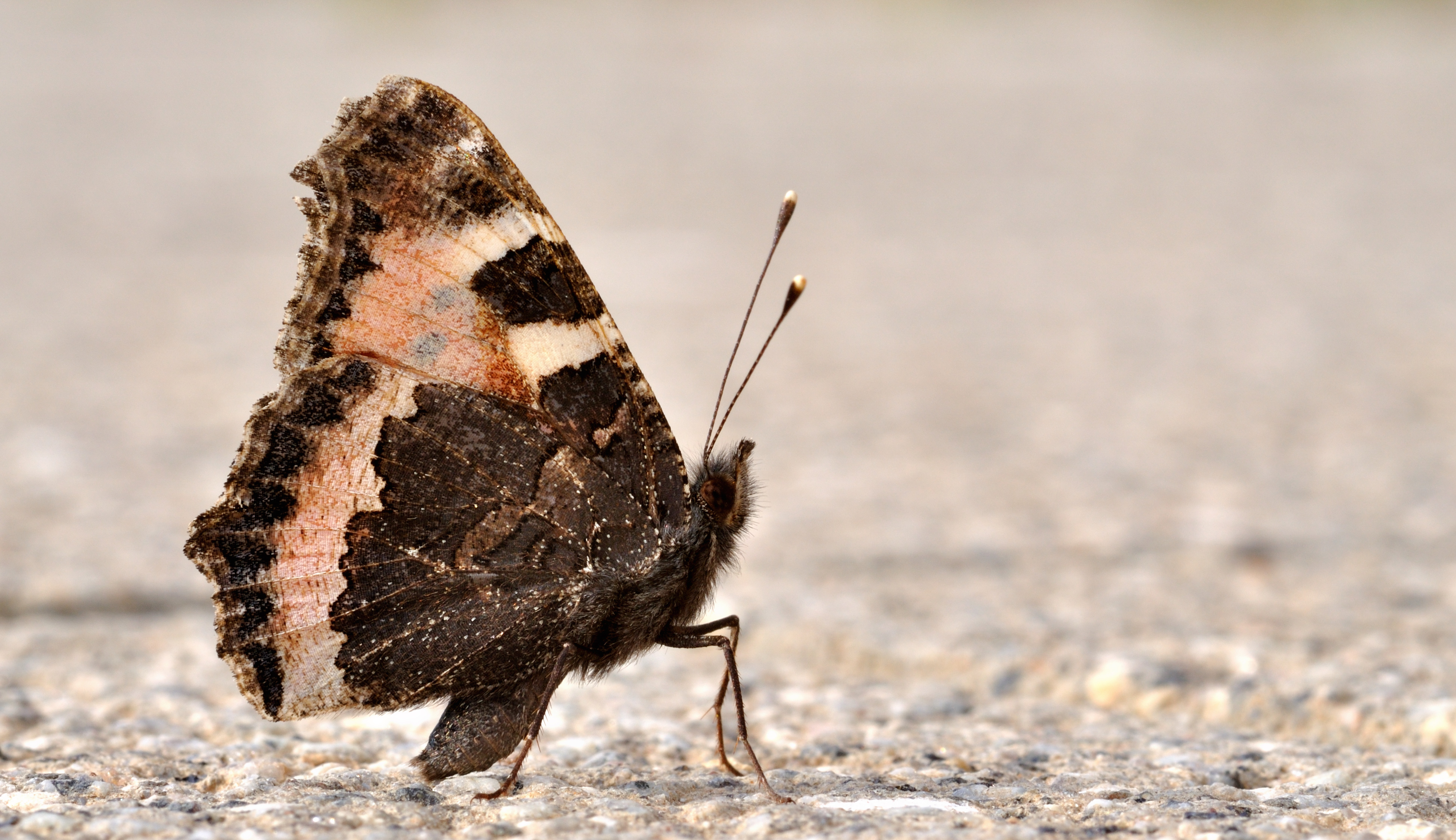
شكل جانبي

## مراحل النمو
عندما يفقس بيض هذه الفراشة تخرج الديدان من بيوضها لتقتات على ما تجده من نباتات وأوراق أشجار وغالبا ما تعيش هده الديدان في مجموعات وتصنع شرنقاتها قبل أن تطير بين شهري مارس وأكتوبر بقليل وبعدها تدخل في بيات شتوي في نهاية الخريف ولا تنتهي منه الا مع قدوم الربيع .

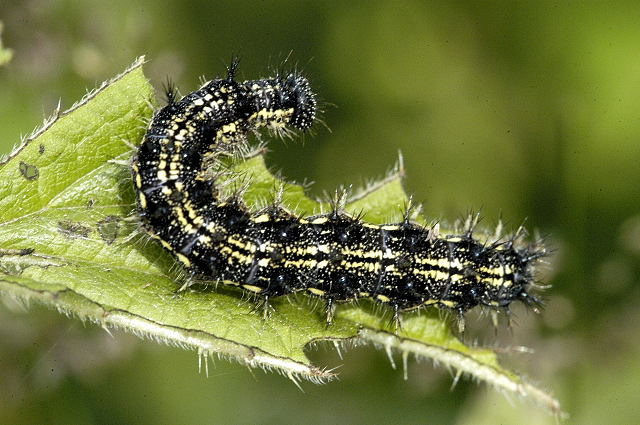
سرفة
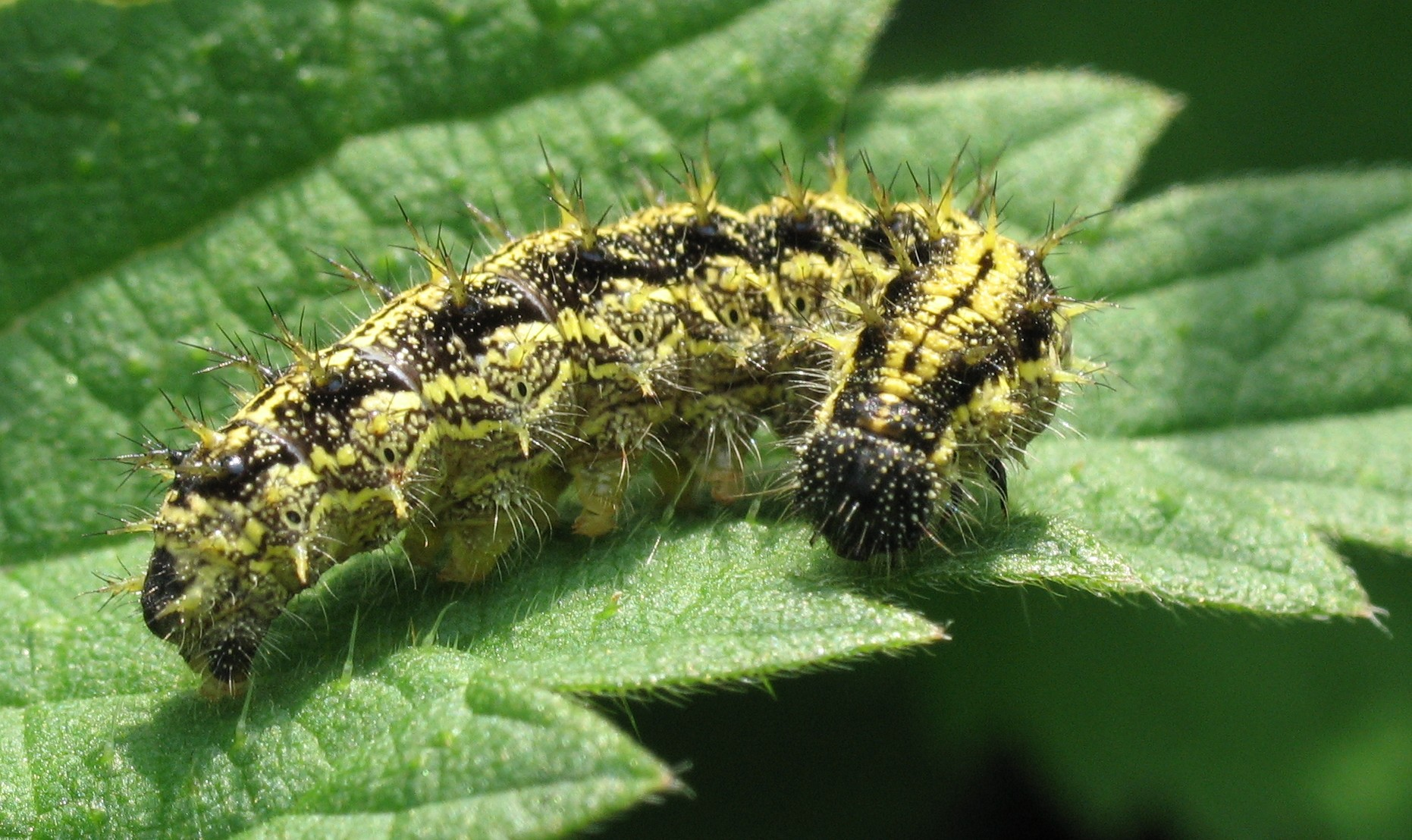
دودة قز)
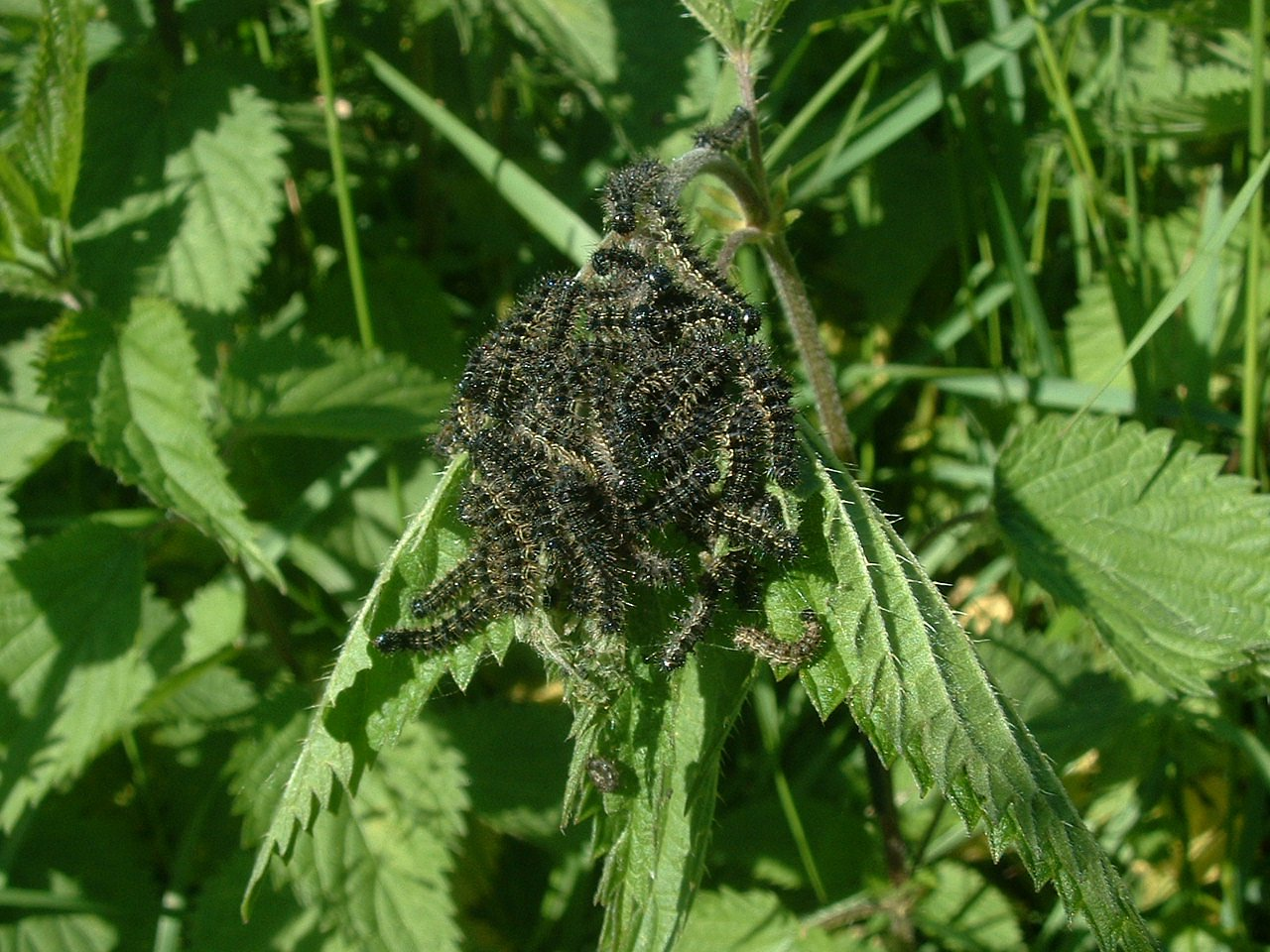
تعيش هذه الدودة في مجموعات
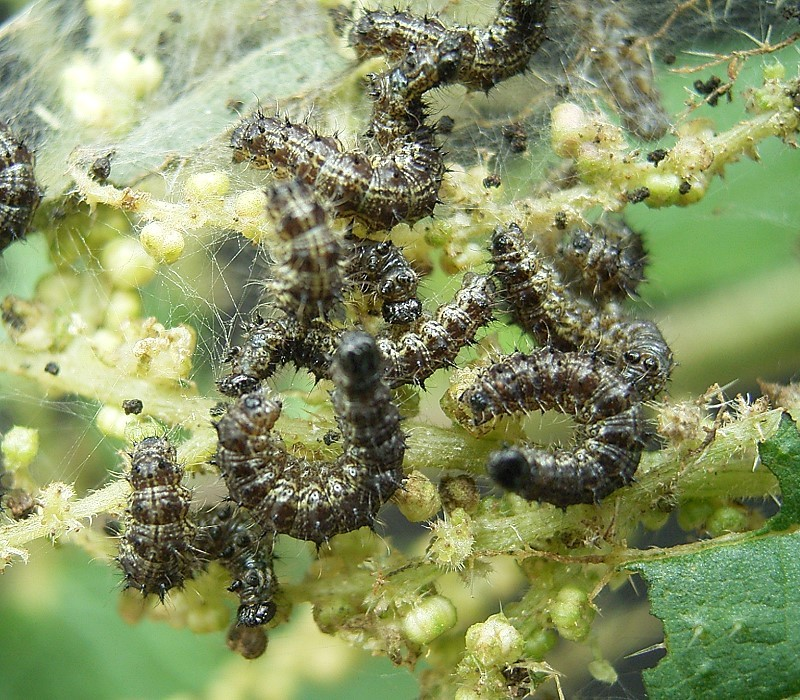
تقتات هذه الديدان من أوراق ألأشجار والنباتات

## البيات الشتوي
في نهاية الخريف تختبئ هذه الفراشة في أركان المنازل والمرائب أتناء بياتها الشتوي وهكذا فان السلحفاة الصغيرة تفضل الجو المعتدل والدافئ.

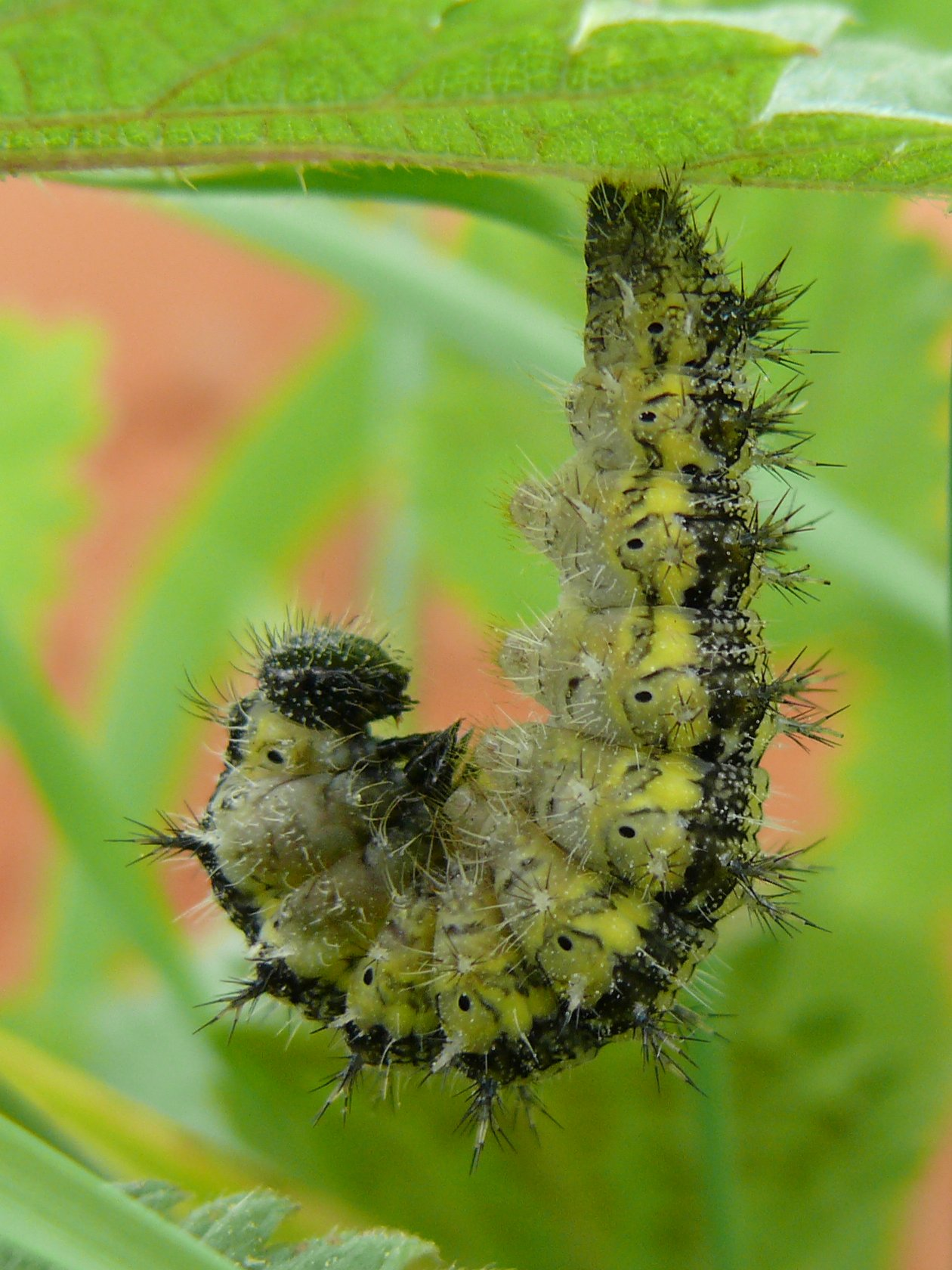
دودة تقترب من صنع شرنقتها
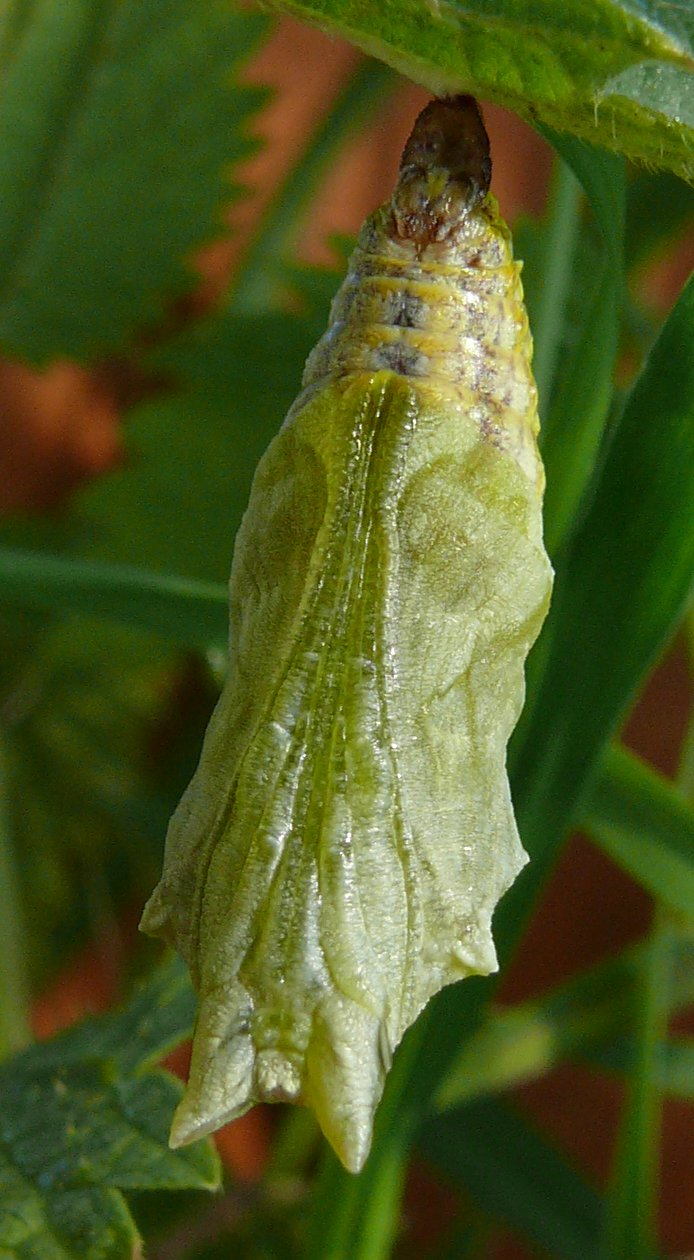
الشرنقة
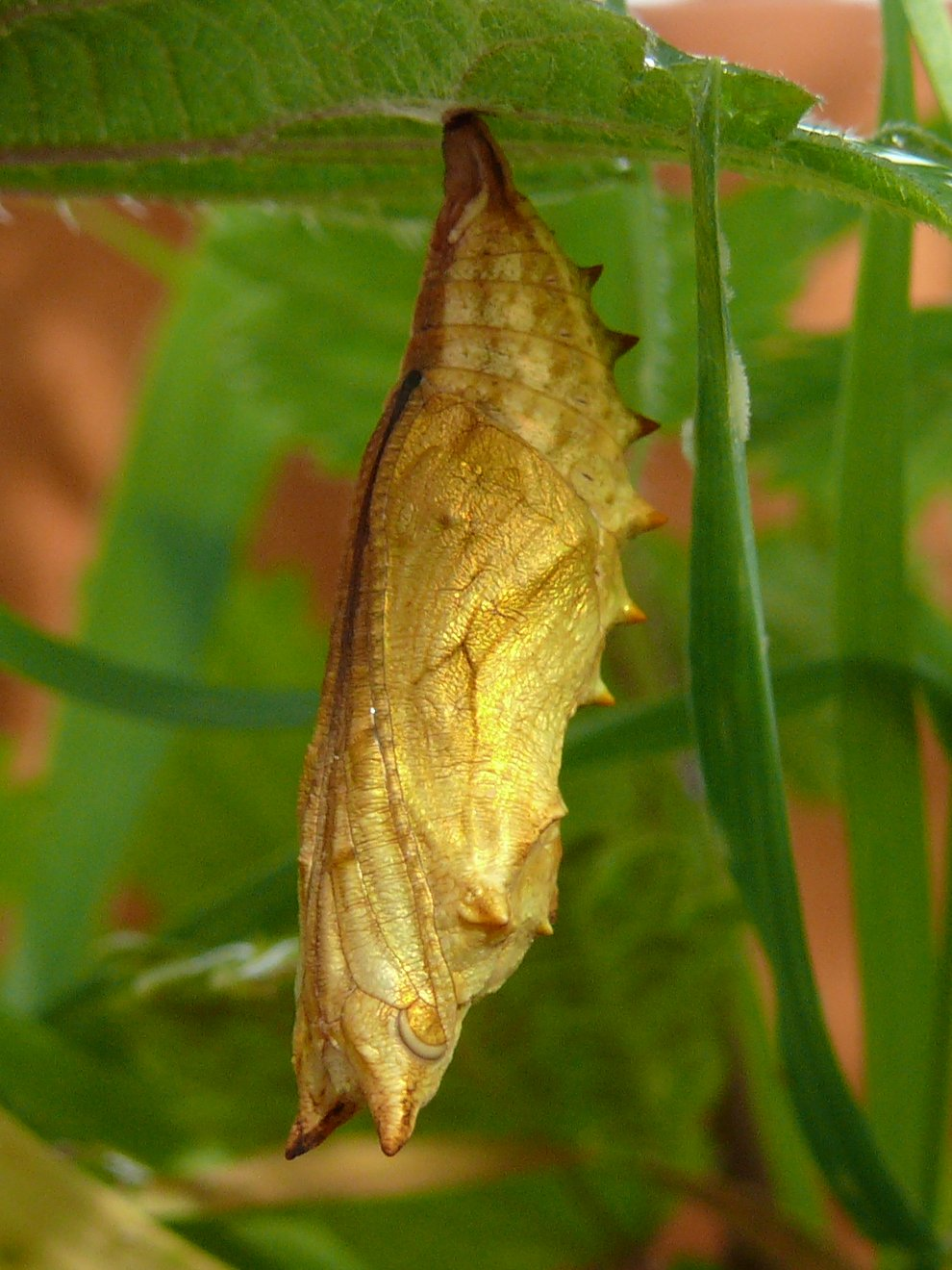
مظهر جانبي للشرنقة
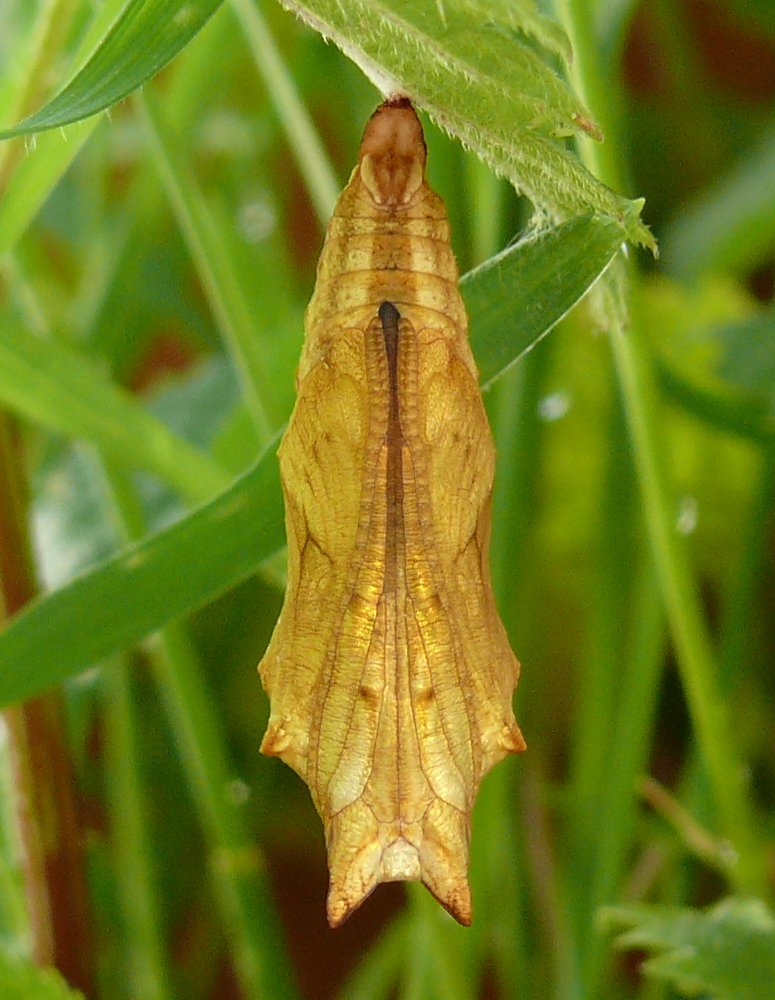
واجهة الشرنقة
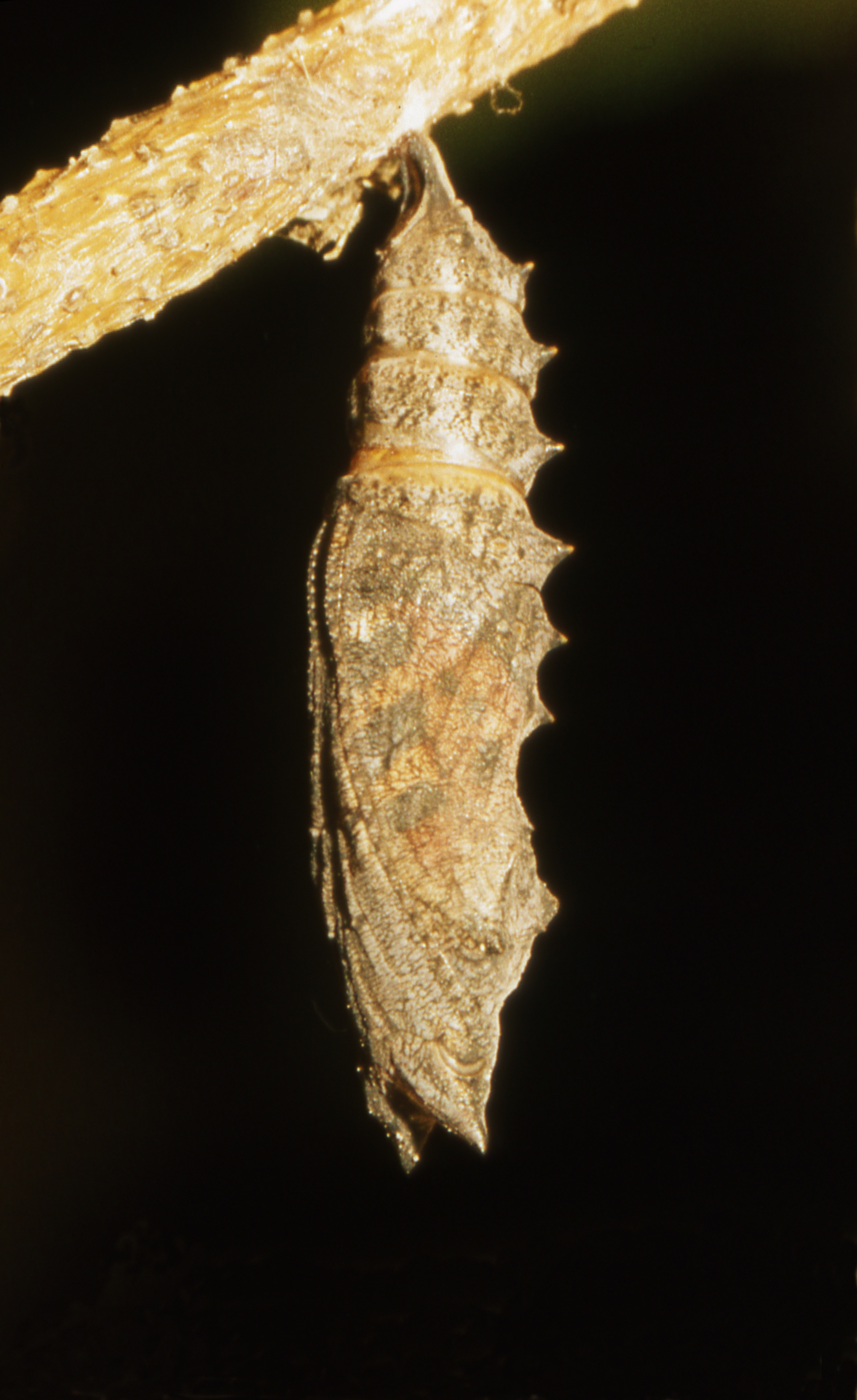
شرنقة السلحفاة الصغيرة

## طابع بريدي
صورة الفراشة على طابع بريدي.

## مناطق التواجد
تفضل هذه الفراشة المناطق الدافئة لذلك فهي تتواجد بدول شمال افريقيا المغرب وتونس ودول أوروبا وبعض البلدان ألاسيوية

## (صور)

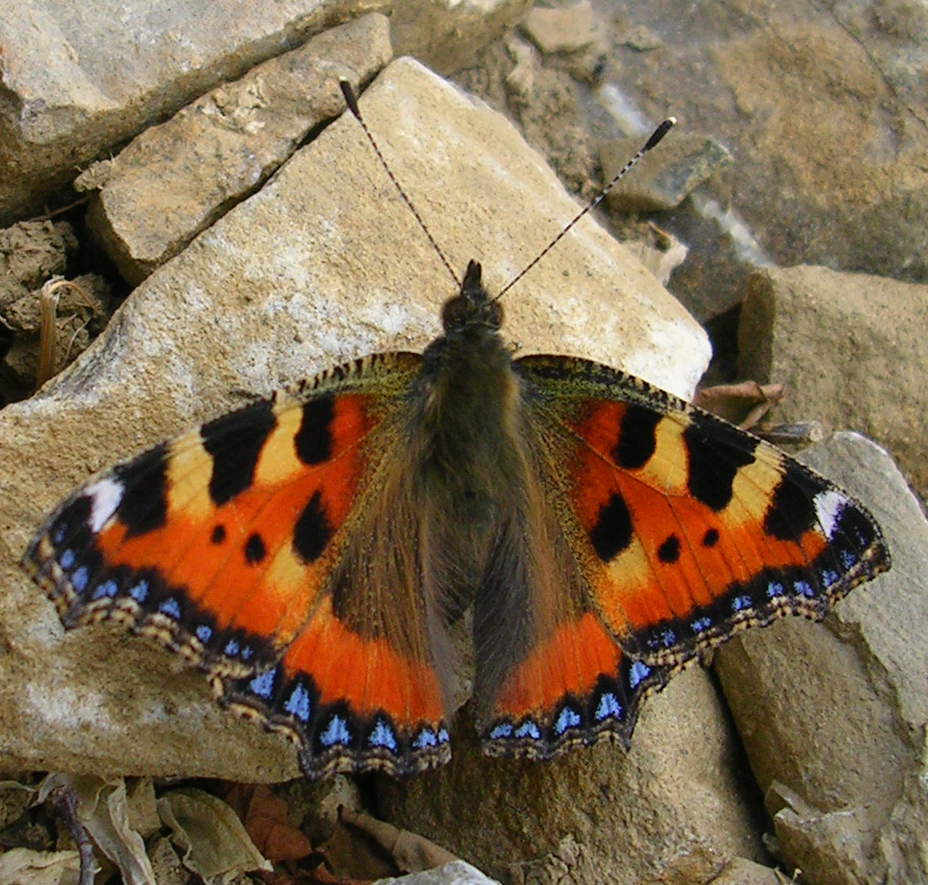

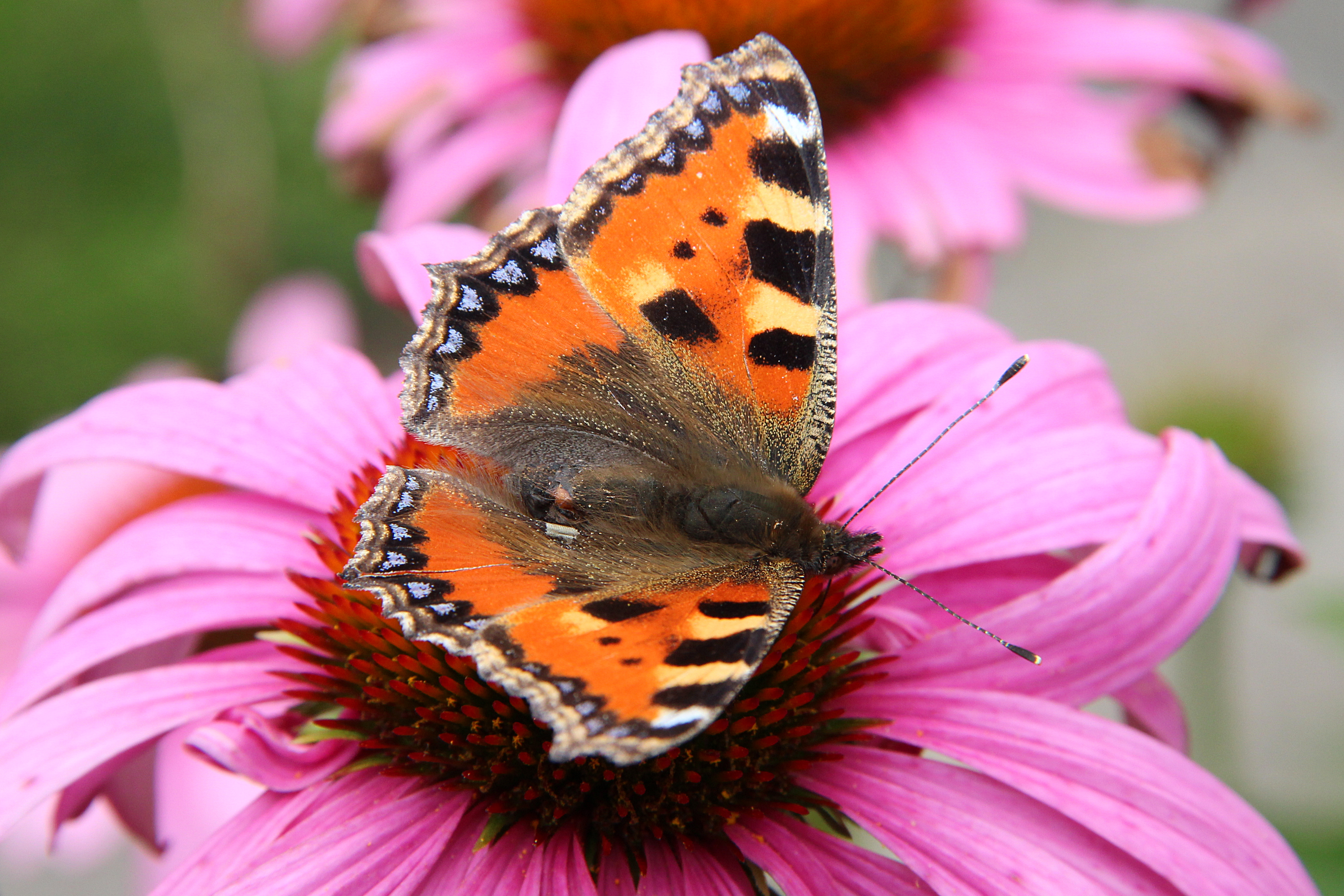
Aglais urticae
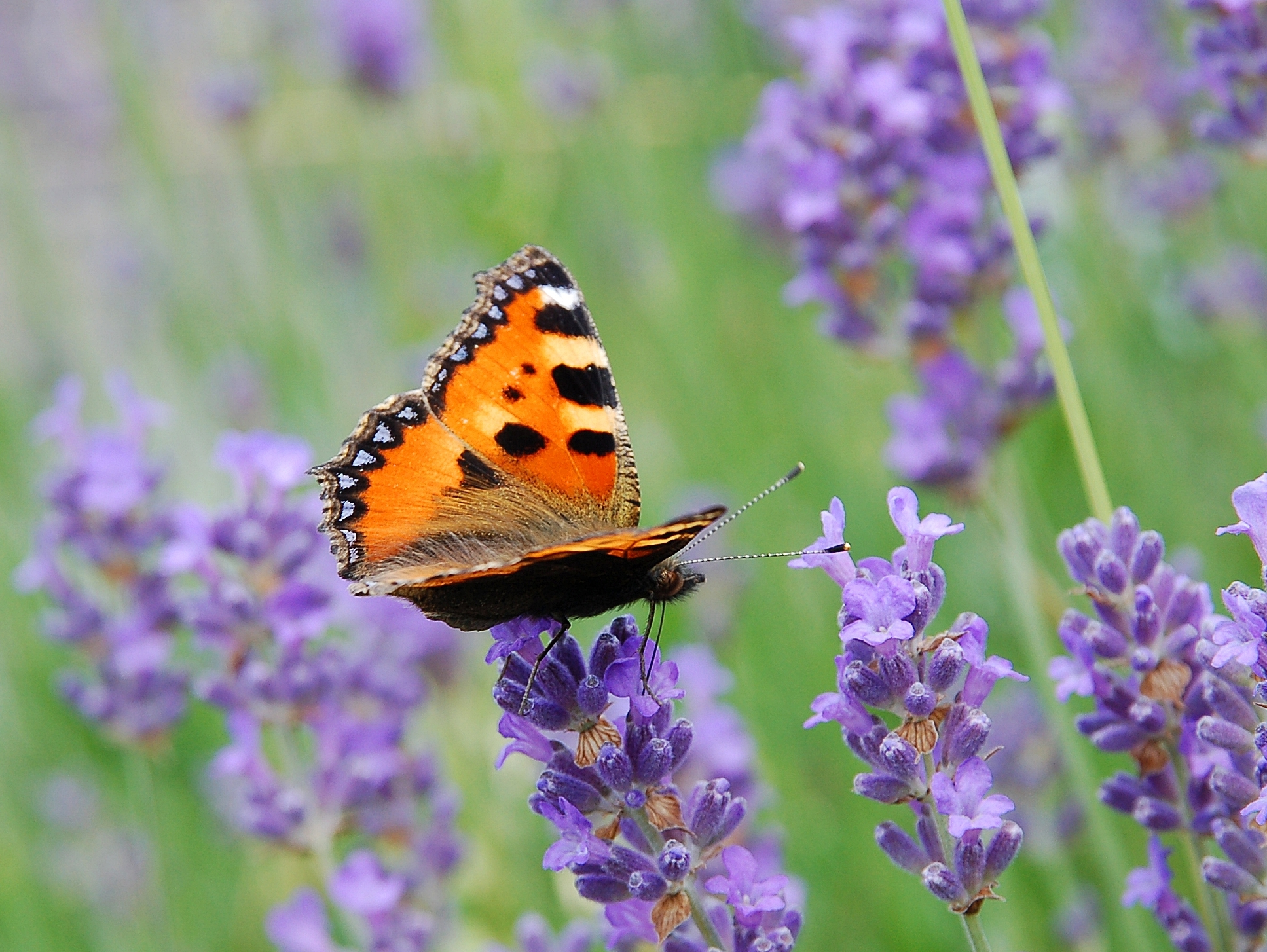
السلحفاة الصغيرة
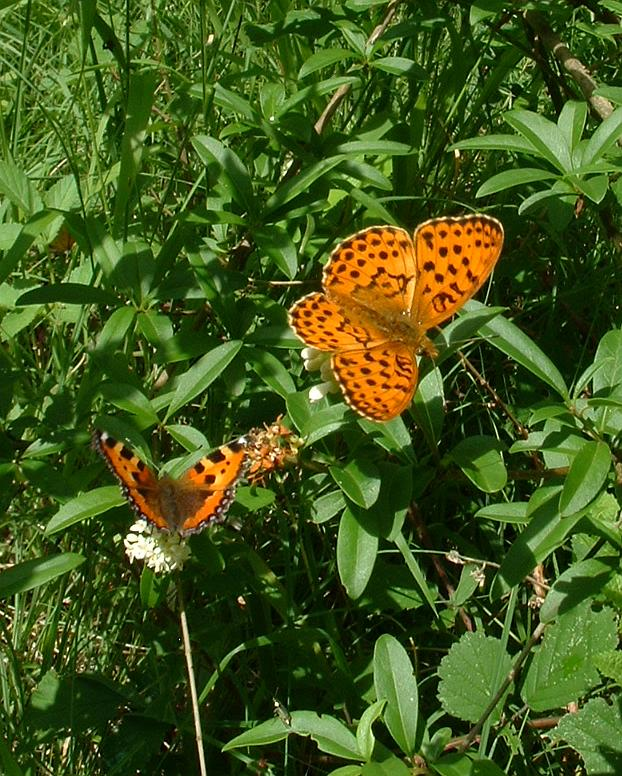
Nacré de la ronce (en haut) et Petite tortue (en bas).